# V250
Az AnsaldoBreda V250 típusjel egy nagysebességű villamos motorvonatot takar, melynek típusneve (a jellegzetes orr-része után) "Albatrosz". A motorvonatok a belga-holland nagysebességű forgalom számára készültek az NS Hispeed, az NS nagysebességű közlekedéssel foglalkozó leányvállalata és az SNCB/NMBS megrendelésére, a "Fyra" márkanevű vonatokhoz. Mivel a járművek legyártása jelentős késésben volt és az első példányok rövidesen megbízhatatlannak bizonyultak, a forgalomból végleg kivonták őket és a további példányok megrendelését visszamondták. Pótlásukra a Holland Vasút ETCS-szel felszerelt Bombardier TRAXX mozdonyokat bérel az Angel Trainstől és 77 darab ICRm személykocsiját csoportosította át.

## Műszaki jellemzése
A szerelvények három áramrendszerűek, 25 kV váltakozó áramú, 3 kV és 1,5 kV egyenáramú felsővezetéki rendszerek alatt tudnak működni. El vannak látva holland, belga és német vonatbefolyásoló rendszerrel, bár a német alkalmazás eleinte nem volt tervezve.
A 19 szerelvényt eredetileg 2007-ben kellett volna leszállítania a gyártónak, de 2008 augusztusáig csak egyetlen prototípus szerelvény készült el, amely csak 2009-ben kezdte el a próbafutást a csehországi Velim-i próbapályán. Utasforgalomban 2012. december 9-től vettek részt az első (a Holland Vasútnak szállított) példányok, azonban a sorozatos meghibásodások miatt 2013. január 17-én már ki is vonták őket a forgalomból. A holland és a belga vasút is visszamondta a további szerelvényekre szóló megrendelését, az elkészült 9 darabot pedig visszaküldték a gyártónak.
A vonatok formatervezése az olasz Pinifarina cég munkáját dicséri. A gyártó a szintén olasz AnsaldoBreda cég. 548 utas szállítására alkalmas, beleértve a 139 első osztályú helyet is.
A V 250 típusú vonat felépítésében és rendszerében azonos az Ansaldo Breda jövőbeni HST 350 típusáéval. A nyolc kocsi, két és fél vonatból áll: motorkocsi + mellékkocsi + motorkocsi + 2 mellékkocsi + motorkocsi + mellékkocsi + motorkocsi. Az áramszedést két áramszedő végzi, amely mind a három feszültségen elegendő. Mindegyik motorkocsin megtalálható egy IGBT vontatási inverter, míg a két mellékkocsi egy a 25 kV feszültségre való transzformátort tartalmaz. A vonat gyorsulása 0,57 m/s2, az üzemi fékezés 1 m/s2, míg a vészfék 1,2 m/s2. A forgóvázak acélból készülnek. Mindegyik hajtott forgóváz tengelyére egy vontatómotort szereltek. A mellékkocsi forgóvázkeretei egyszerűsített kivitele a hajtott forgóvázénak, de rendelkezik egy merevítő rúddal, hogy megfelelő szilárdságot nyújtson a tengelyre szerelt tárcsásfék fékpofáinak, míg a hajtott forgóvázaknál kerékre szerelt tárcsa van. Az utolsó kocsi egy kényelmes vezetőfülkét tartalmaz, ahol a vonatszemélyzet is elfér.
A vonat két végét automatikus vonókészülékkel szerelték fel, és energia elnyelő berendezéssel. Miközben a kocsiszekrények alumíniumból készültek, a vezetőfülke acélból, hogy mint egy túlélő kabin működjön. A vonatot úgy tervezték, hogy deformáció nélkül ellenálló legyen 1500 kN statikus terhelésnek, és 6 MJ ütközési erőnek. A vegyes, mechanikus és elektrodinamikus üzemi fékezés esetén, ez utóbbi energiavisszatápláló, függően a felsővezeték felvevő képességétől, vagy a motorkocsik tetejére szerelt ellenállásokon alakul hővé a fékezési energia. A fékezésnek mind a két fajtáját egy elektronikus rendszer ellenőrzi, és vezérli. Elsőbbséget ad az elektrodinamikus fékezésnek, és a legkedvezőbb megoldást választja ki a lehetséges kombinációkból. A pneumatikus fék úgy van beállítva, hogy a vészfékezés esetén az működjön, továbbá biztonsági kiegészítő fékezést nyújt a két mellékkocsira szerelt sínfék. A vonatra a TCMS kommunikációs hálózatot szerelték fel, amely a vonat működését felügyeli, és szükség esetén riaszt.
Oldalszél esetén mutatott stabilitását szélcsatornában 1:10 modellel vizsgálták. A járműmakett különböző helyén nyomást mérték, és ennek segítségével határozták meg a keresztmerevítők helyét és számát. Világossá vált, hogy az ütközési erőknek megfelelő megoldások rontják az aerodinamikus oldal erők hatását a stabilitásban, amit az orr rész szélesebb hosszirányú keresztmetszete okoz, összehasonlítva a használatos nagysebességű vonatok első részével. Ez indokolttá tette a vonat felépítésének megváltoztatását, a motorkocsi motorizációját megnövelték, ezzel a jármű nettó tömegét is, valamint az első forgóváz tengelyeinek terhelését is. Az első kocsi alakját, hosszirányú keresztmetszetét nem tudták csökkenteni, mivel meg akarták őrizni a befogadóképességét.
A futási szimulációk segítettek a kocsiszekrény frekvencia és vibráció mátrixát felállítani különböző sebességek mellett annak érdekében, hogy a komfort igényeket kielégítsék. Ez a felépítés tervezésében új felfüggesztések beépítését, a kocsiszekrény torziós merevségének javítását tette szükségessé. Az, hogy a teljes kocsiszekrény egy hegesztett cső alakú szerkezet legyen ez egy világos funkcionális és technológiai igény volt. A választás végül is egy könnyű sajtolt ötvözetre esett, mert ez eredményezte a tengelyterhelés csökkentését.

## Tervezett viszonylatok

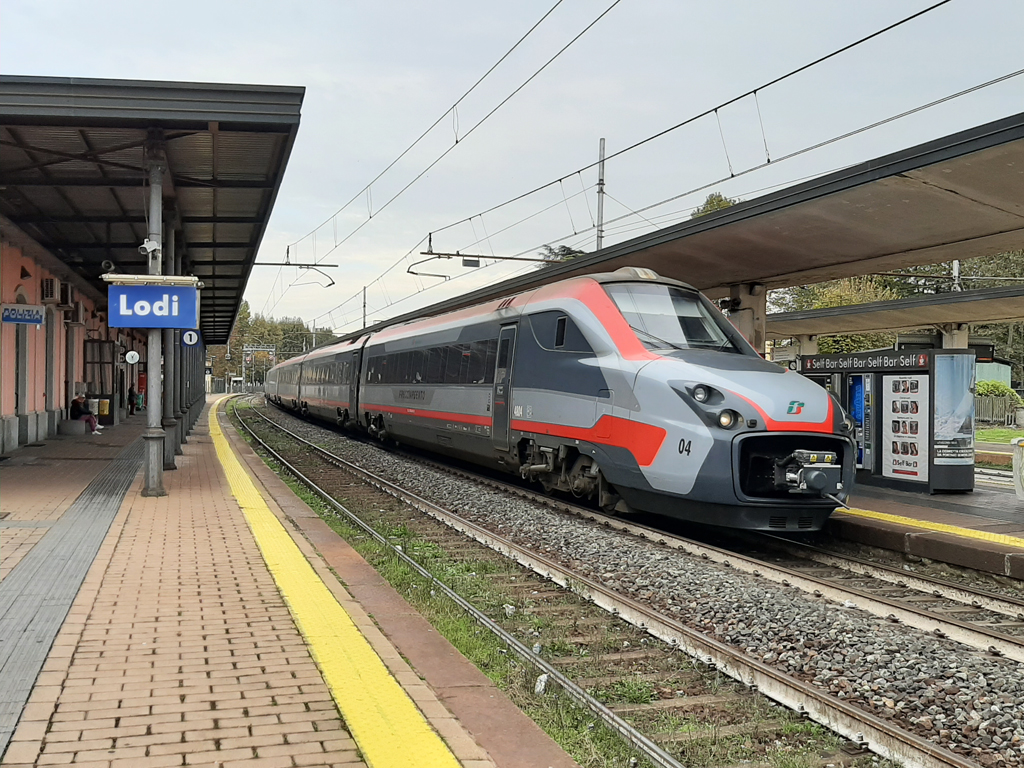
ETR.700 in Lodi

- Amszterdam – Schiphol – Rotterdam
- Amszterdam – Schiphol – Rotterdam – Breda
- Hága – Rotterdam – Breda